# NMBS/SNCB AM 80 sorozat

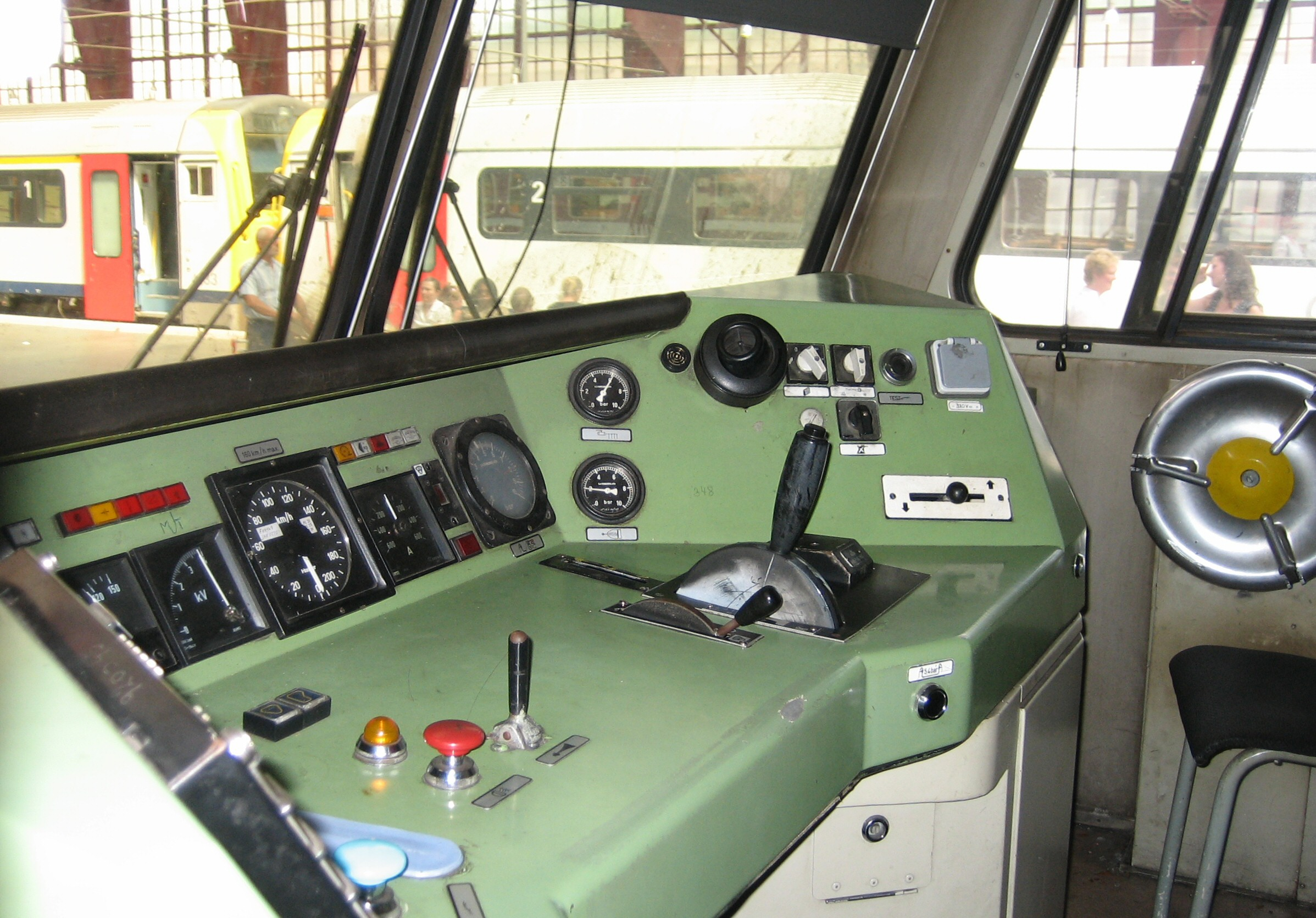
Vezetőállás

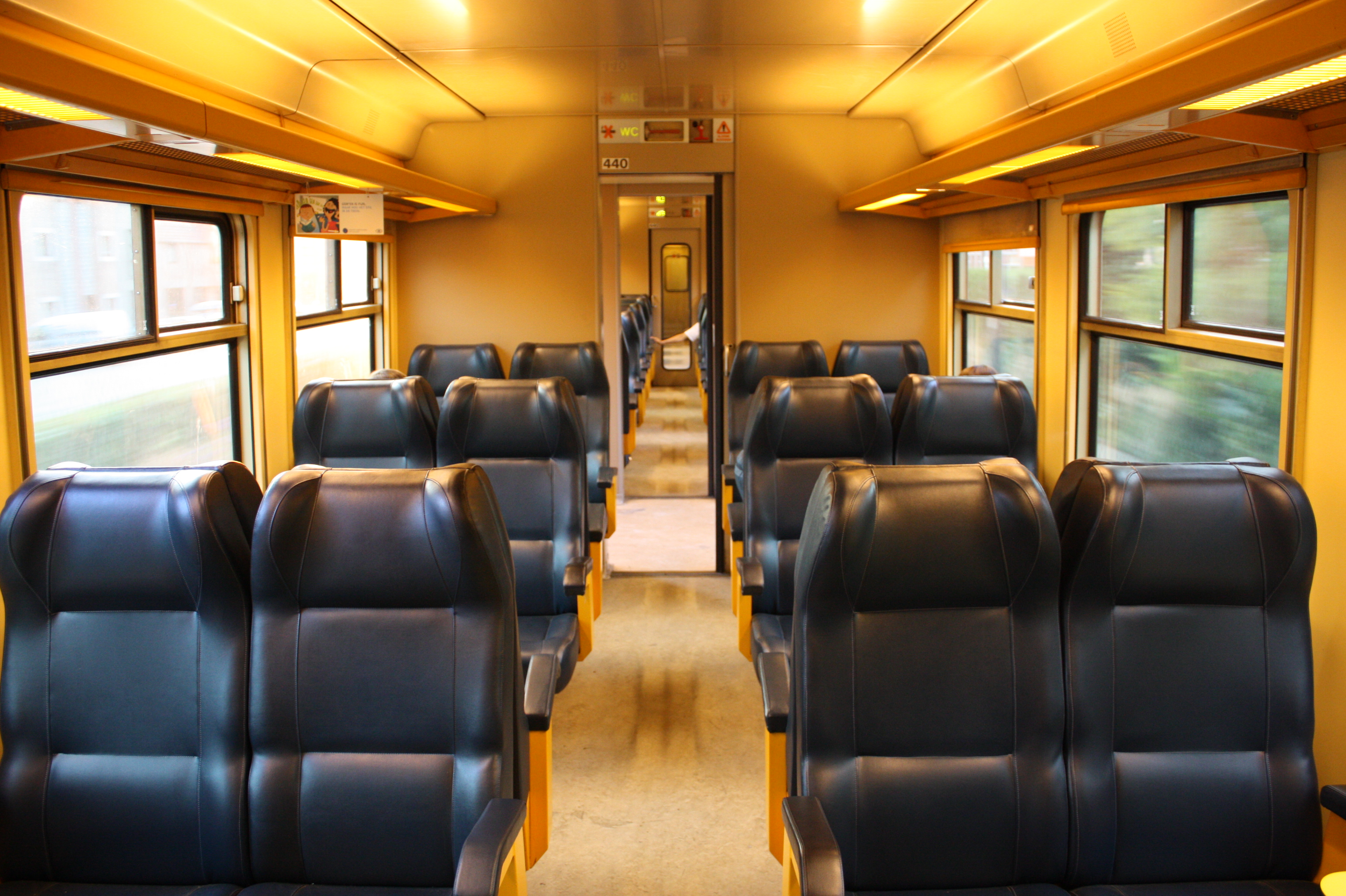
Utastér

Az NMBS/SNCB AM 80 sorozat egy háromrészes Bo'Bo'+2'2'+2'2' tengelyelrendezésű belga villamosmotorvonat-sorozat. 1980 és 1985 között gyártották. Összesen 140 készült a sorozatból

## Útvonalak
- Leuven–Mechelen–Antwerpen / St-Nicolas
- Antwerpen–Hasselt–Lüttich-G.
- Antwerpen–Lier–Herentals–Turnhout
- Courtrai–De Pinte–Gent Sint Pieters–Mechelen
- Bruxelles–Lier–Turnhout
- De Panne–Bruxelles–Leuven–Landen
- Quévy–Bruxelles-Aéroport
- Dinant / Liers–Namur–Bruxelles
- Gent Sint Pieters–Aalst–Bruxelles-Aéroport